# Elsevier Masson
Pour les articles homonymes, voir Masson et Elsevier (homonymie).
 (août 2021).
Si vous disposez d'ouvrages ou d'articles de référence ou si vous connaissez des sites web de qualité traitant du thème abordé ici, merci de compléter l'article en donnant les références utiles à sa vérifiabilité et en les liant à la section « Notes et références ».
Elsevier Masson est une société d'édition française de livres scientifiques fondée en 2005, filiale du groupe Reed Elsevier. Elle comprend la maison Masson, fondée en 1804 à Paris.

## Historique

### Maison Masson
Nicolas Crochard fonde à Paris en 1804, rue de l'École-de-Médecine, une librairie médicale et scientifique, qu'il transmet à son fils Eugène, lequel est remplacé dans l'affaire par Victor Masson en 1836. Cette année-là, Victor, fils de négociant en vins, avait obtenu son brevet de libraire après avoir été formé chez Louis Hachette. Masson reprend par la suite les Classiques français et étrangers de Firmin Didot, puis est nommé président de la société Fortin & Crochard qui devient par la suite la librairie Fortin, Masson & Cie, puis en 1846 la librairie Victor Masson.
Victor Masson bénéficie d'un véritable essor des disciplines que sont la médecine, la chimie, la botanique et la zoologie. Il faut cependant attendre 1864 pour que la société Victor Masson & fils voit son capital grimper à 200 000 francs, et soit ainsi en mesure de rivaliser avec son principal concurrent, les éditions Baillière.
Victor laisse aux commandes son fils, Georges Masson (1839-1900), formé à l'international et qui développe deux nouvelles branches d'activité : les périodiques scientifiques professionnels et l'exportation de livres savants, principalement vers l'Amérique du Sud. La devise de la maison devient : Alere flammam et le catalogue commence à s'étoffer de façon impressionnante : ce sont plus de 4 000 volumes qui seront publiés entre 1870 et 1900. Autre fait d'armes de Georges, la publication en 100 volumes du Dictionnaire encyclopédique des sciences médicales entre 1864 et 1889.
En 1896, la société devient Masson & Cie, et quatre ans plus tard, Pierre-Victor Masson (1865-1928), prend la tête du groupe. Le capital est porté à 1 150 000 francs et fait de Masson l'un des plus gros éditeurs de sa branche en Europe. Dans les années 1930, Georges Masson (1900-1973), l'arrière petit-fils du fondateur, prend la tête de l'entreprise. À la mort de ce dernier, ses deux cousins, Jérôme Talamon et Marc Ladreit de Lacharrière, transforment Masson en société anonyme, rachètent Armand Colin (1987) puis Belfond (1989). Au début des années 1990, le groupe Masson était en passe de devenir le troisième pôle éditorial français quand la famille décide de revendre ses parts au Groupe de la Cité.

### Fusion Masson et Elsevier France
Après de multiples vicissitudes dont la vente du fameux immeuble situé boulevard Saint-Germain et de nombreux plans sociaux, le Groupe de la Cité devenu Vivendi Universal Publishing revend Masson à Cinven, une société de capital-risque britannique. En 2005, le groupe Reed Elsevier se porte acquéreur de Masson qu'il intègre à une nouvelle entité appelée Elsevier Masson. Elsevier Masson (EM) a pour activités principales l'édition de livres de formations et la publication de revues de biologie, médicales et paramédicales. Il est implanté à Paris, Milan, Barcelone et Mexico.
Le siège social est situé au 65, rue Camille-Desmoulins à Issy-les-Moulineaux. Cette société est dirigée par Daniel Rodriguez depuis 2013. Il succède à Stéphanie Van Duin.

## Production éditoriale
- Revues médicales et scientifiques professionnelles :
  - Revues liées aux sociétés savantes françaises ;
  - Revues paramédicales ;
  - Revues de sciences pures et de sciences humaines.

- Collections : Le catalogue-livres comprend plus de 1 500 titres et s'enrichit de 200 nouveaux titres par an. Parmi les collections Masson figurent :
  - Abrégés Masson ;
  - Biotechnologies ;
  - Géographie.

## Auteurs publiés
(Liste non exhaustive)
- Loïc Le Ribault ;
- Giuseppe Da Prato ;
- Bửu Hội.